# Musoniella argentina
Musoniella argentina är en bönsyrseart som beskrevs av Henri Saussure 1870. Musoniella argentina ingår i släktet Musoniella och familjen Thespidae. Inga underarter finns listade i Catalogue of Life.